# بدرفلك قادين
بدرفلك قادين (4 يناير 1851 - 6 فبراير 1930؛ (بالتركية العثمانية: بدر فلك قادین) كانت زوجة للسلطان عبد الحميد الثاني من الدولة العثمانية.

## حياتها
ولدت بدريفليك كادن في سلالة كارزيغ في 4 يناير 1851 في بوتي، عندما كانت بوتي (جورجيا) تحت الإمبراطورية العثمانية. كان والدها الأمير محمد بك كارزيغ وكانت والدتها الأميرة فاروهان هانم. والدها ينتمي إلى عشيرة ناتخواج من شركيسيا وكانت والدتها أبخازية. اسمها الشخصي غير معروف. كانت ابنة أخت زوجة السلطان عبد المجيد الأول شائسته هانم. وكان لها أربع شقيقات هن بزم كل دلبر هانم، شاذيدل هانم، نورستان هانم وملكستان هانم، وشقيق واحد وهو كاظم باشا، سلاح الفرسان السادس في بغداد. كان عيناها زرقاوان وشعرها أشقر.
في عام 1864، أثناء تهجير الشركس، هاجرت عائلتها من القوقاز إلى إسطنبول، حيث نزلت في بلاط السلطان العثماني. في 15 نوفمبر 1868، تزوجت بدرفلك من عبد الحميد في قصر دولمة باهجة، إسطنبول. مع تولي الشاهزاده عبد الحميد العرش، حصلت على مرتبة «أوجنجي قادين»، أي الزوجة السلطانية الثالثة، وبعد طلاق سابقتها صافي ناز قادين من السلطان في 26 يوليو 1879، ارتقت بدر فلك قادين إلى مرتبة «إيكنجي قادين»، أي الزوجة السلطانية الثانية، وعندما توفيت نازك إدا قادن أفندي في 11 أبريل 1895، ارتقت بدر فلك إلى مرتبة «باش قادن أفندي»، أي الزوجة السلطانية الأولى.
استقرت بدرفلك مع زوجها وابنها، الشاهزاده محمد سليم في سيرنسيبي، حيث توفي عبد الحميد في عام 1918. بعد إلغاء الخلافة العثمانية من البرلمان التركي في تركيا في عام 1924، ذهب محمد سليم إلى المنفى في نيس، فرنسا. بقت بيدريفيك في تركيا، ولكن كعضو مساعد في العائلة الإمبراطورية. توفيت في 6 فبراير 1930، ودفنت في مقبرة يحيى افندي.

## أولادها
أنجبت بدرفلك قادين ثلاثة أطفال:
- الشاهزاده محمد سليم أفندي (إسطنبول، بشيكتاش، قصر بشكتاش، 11 يناير 1870 - بيروت، 4 مايو 1937 ودفن في دمشق دمشق)
- زكية سلطان (إسطنبول، قصر دولمة باهجة، 21 يناير 1872 - باو، 13 يوليو 1950 ودفنت هناك)
- الشاهزاده أحمد نوري (إسطنبول، قصر يلدز، 11 فبراير 1878 - نيس، أغسطس 1944)